# Silvia Navarro (handbalistă)
Silvia Navarro Giménez (n. 20 martie 1979, în Valencia, Spania) este un portar spaniol de handbal, care joacă pentru clubul BM Remudas și echipa națională a Spaniei.

## Biografie
Silvia Navarro a debutat la senioare la BM Sagunto în 1997 iar după două sezoane s-a transferat la CB Amadeo Tortajada, cu care în 2000 a câștigat Cupa EHF. În 2004, ea s-a întors la BM Sagunto pentru care a evoluat până în 2006 când a semnat cu SD Itxako. Alături de SD Itxako a cucerit Cupa EHF ediția 2008-09.
Ea a participat la Campionatul Mondial din 2011, unde echipa Spaniei s-a clasat a treia, învingând în finala mică Danemarca. Bronzul mondial a fost urmat de un bronz olimpic obținut la Jocurile Olimpice din 2012.
În anul 2012, Silvia Navarro și-a urmat coechipiera Alexandrina Cabral Barbosa, transferându-se la campioana României, Oltchim Râmnicu Vâlcea. Handbalista a semnat cu contract pe un an, cu drept de prelungire încă un an, în mai 2012. În 2013, ea s-a întors în Spania și a semnat cu BM Remudas.
La Campionatul European din 2014 devenit vicecampioană europeană, după o finală contra echipei Norvegiei. În 2019 a făcut parte din echipa Spaniei care la Campionatul Mondial din Japonia a obținut medaliile de argint.

## Palmares
- Jocurile Olimpice:
  -  Medalie de bronz: 2012

- Campionatul Mondial:
  -  Medalie de argint: 2019
  -  Medalie de bronz: 2011

- Campionatul European:
  -  Medalie de argint: 2014

- Liga Campionilor:
  -  Finalistă: 2011
  - Semifinalistă: 2006, 2013
  - Sfertfinalistă: 1999, 2002
  - Grupe principale: 2012
  - Grupe: 2001, 2003, 2010
  - Calificări: 2009, 2020

- Liga Europeană:
  - Turul 3: 2023

- Cupa EHF:
  -  Câștigătoare: 2000, 2009
  -  Finalistă: 1998, 2008
  - Optimi de finală: 2007, 2014, 2015
  - Turul 3: 2020

- Cupa Europeană:
  -  Câștigătoare: 2022
  - Sfertfinalistă: 2021

- Cupa Challenge:
  -  Câștigătoare: 2016, 2018, 2019
  - Sfertfinalistă: 2017

- Trofeul Campionilor:
  -  Medalie de bronz: 2000

- Liga Națională:
  -  Câștigătoare: 2013

- Campionatul Spaniei:
  -  Câștigătoare: 1998, 2005, 2009, 2010, 2011, 2012, 2019
  -  Medalie de argint: 2014, 2015, 2016
  -  Medalie de bronz: 2017, 2018, 2021, 2022

- Cupa Reginei:
  -  Câștigătoare: 1998, 1999, 2001, 2003, 2004, 2010, 2011, 2012, 2015, 2017
  -  Finalistă: 2000, 2002, 2005, 2014

- Supercupa Spaniei:
  -  Câștigătoare: 2003, 2005, 2009, 2010, 2011, 2017, 2019
  -  Finalistă: 1999, 2001, 2013, 2014, 2015

## Distincții individuale
- Cea mai bună jucătoare din Campionatul Spaniei (MVP), distincție acordată de Federația Regală Spaniolă de Handbal: 2019;[18]